# Batalha de Hormusgã
A Batalha de Hormusgã, Hormosgã (Hormoz(d)gan) ou Hormisdagã (Hormizdagan) foi a batalha climática entre as dinastias arsácidas e sassânidas que ocorreu em 28 de abril de 224. A vitória sassânida quebrou o poder da dinastia parta, encerrando efetivamente quase cinco séculos de domínio parta em Irã, e marcando o início oficial da Era Sassânida.

## Antecedentes
Por volta de 208, Vologases VI sucedeu a seu pai Vologases V como xá do Império Arsácida. Governou como rei incontestado de 208 a 213, mas depois entrou em uma luta dinástica com seu irmão Artabano IV, que em 216 controlava a maior parte do império, sendo até mesmo reconhecido como o governante supremo pelo Império Romano. Artabano IV logo entrou em confronto com o imperador Caracala (r. 198–217), cujas forças conseguiu conter em Nísibis em 217. A paz foi feita entre os dois impérios no ano seguinte, com os arsácidas mantendo a maior parte da Mesopotâmia. No entanto, Artabano IV ainda teve que lidar com seu irmão Vologases VI, que continuou a cunhar moedas e a desafiá-lo. A família sassânida, entretanto, rapidamente ganhou destaque em sua terra natal, Pérsis, e agora, sob o comando do príncipe Artaxer I, começou a conquistar as regiões vizinhas e territórios mais distantes, como a Carmânia. No início, as atividades de Artaxer I não alarmaram Artabano IV, até mais tarde, quando o rei arsácida finalmente decidiu enfrentá-lo.

## História

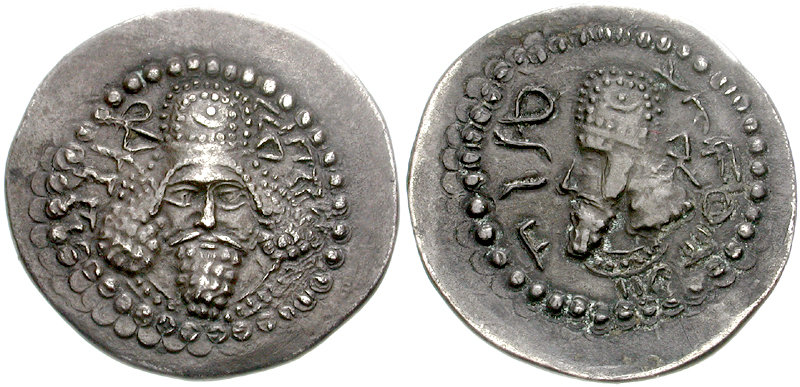
Dracma de e Pabeco como xá de Pérsis

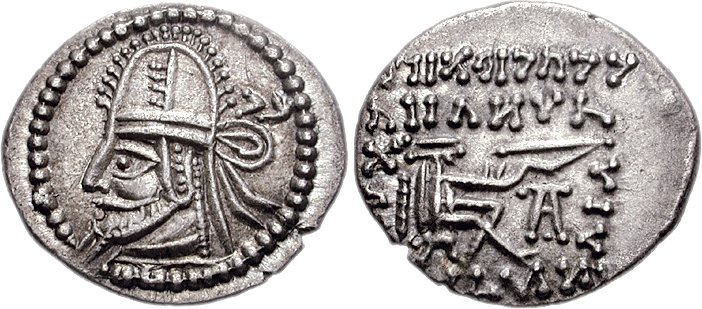
Dracma de

O local da batalha não foi encontrado. A crônica árabe Nihayat al-arab afirma que a batalha ocorreu em bʾdrjʾan ou bʾdjʾn, que Geo Widengren traduziu como *Jurbadijão (Golpaiegã). No entanto, isso é improvável, devido ao fato de Artaxer I operar em torno de Cascar antes da batalha. De acordo com um trabalho inacabado de Balami, a batalha ocorreu em Coxe-Hormoz, outro nome da notável cidade de Rã-Hormisda, situada perto de Arrajã e Avaz. Isto implica que Rã-Hormoz talvez fosse outra palavra para Hormusgã, e também esclarece por que este último não é mencionado pelos geógrafos islâmicos enquanto o primeiro é relatado em detalhes. A cidade de Rã-Hormoz ainda perdura hoje e fica a 65 quilômetros a leste de Avaz, "numa ampla planície logo no sopé das colinas que formam a cauda nordeste da montanha Benguestão da cadeia Zagros". De acordo com Shahbazi, "a planície próxima é admiravelmente adequada para um combate de cavalaria".
De acordo com Tabari, cujo trabalho provavelmente foi baseado em fontes sassânidas, Artaxer I e Artabano IV concordaram em se encontrar em Hormusgã no final do mês de Mir (abril). Mesmo assim, Artaxer I foi ao local antes do tempo devido para ocupar um lugar vantajoso na planície. Lá, cavou uma vala para defender a si e às suas forças. Também assumiu uma nascente no local. As forças de Artaxer I somavam dez mil cavaleiros, alguns deles usando armaduras flexíveis semelhantes às dos romanos. Artabano IV liderou um maior número de soldados, que, no entanto, estavam menos dispostos, devido ao uso da inconveniente armadura lamelar. O filho e herdeiro de Artaxer I, Sapor, conforme retratado nos relevos rochosos sassânidas, também participou da batalha. A batalha foi travada em 28 de abril de 224, com Artabano IV sendo derrotado e morto, marcando o fim da era arsácida e o início de 427 anos de domínio sassânida.

## Rescaldo

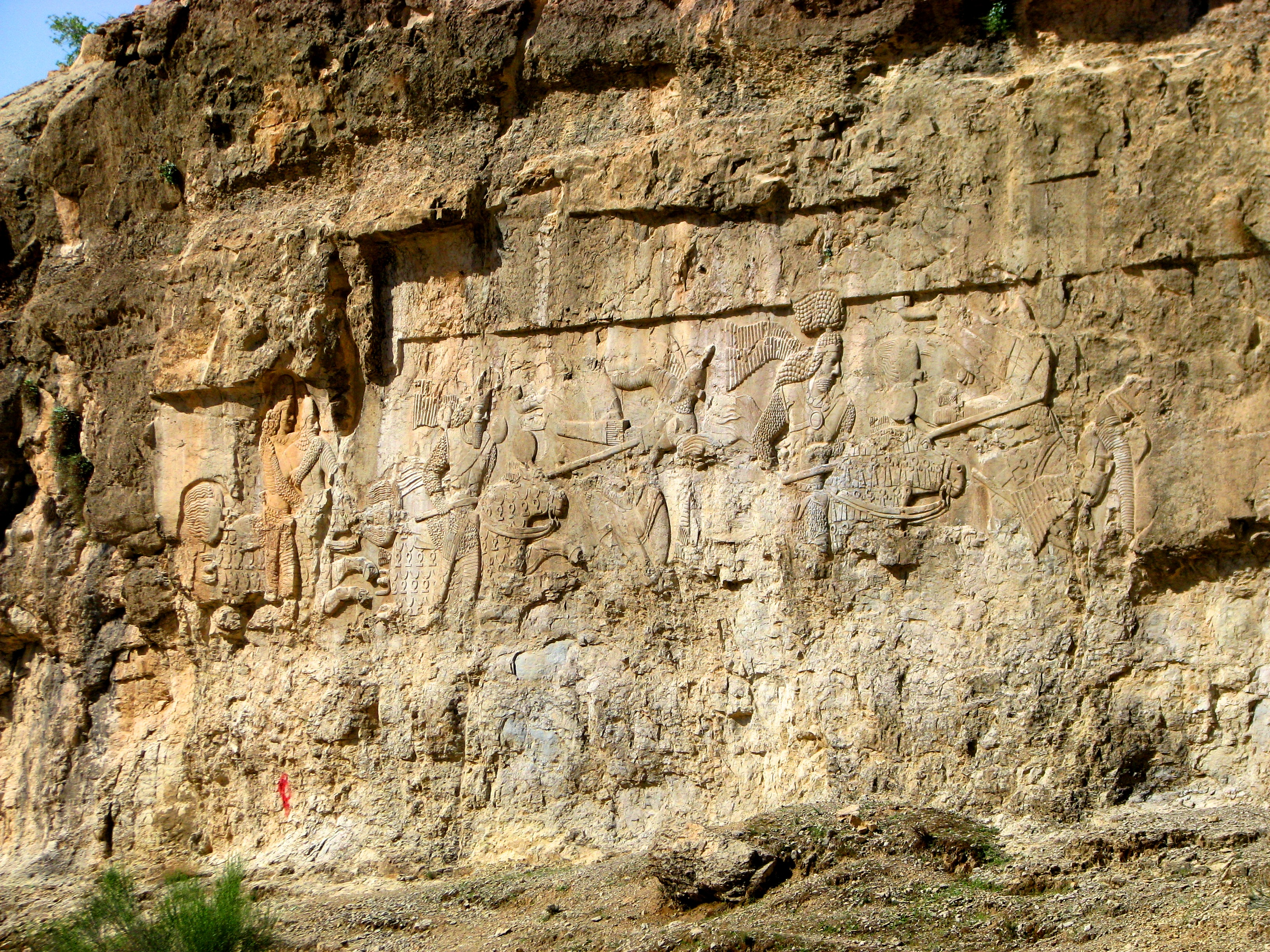
Vitória de Artaxer I

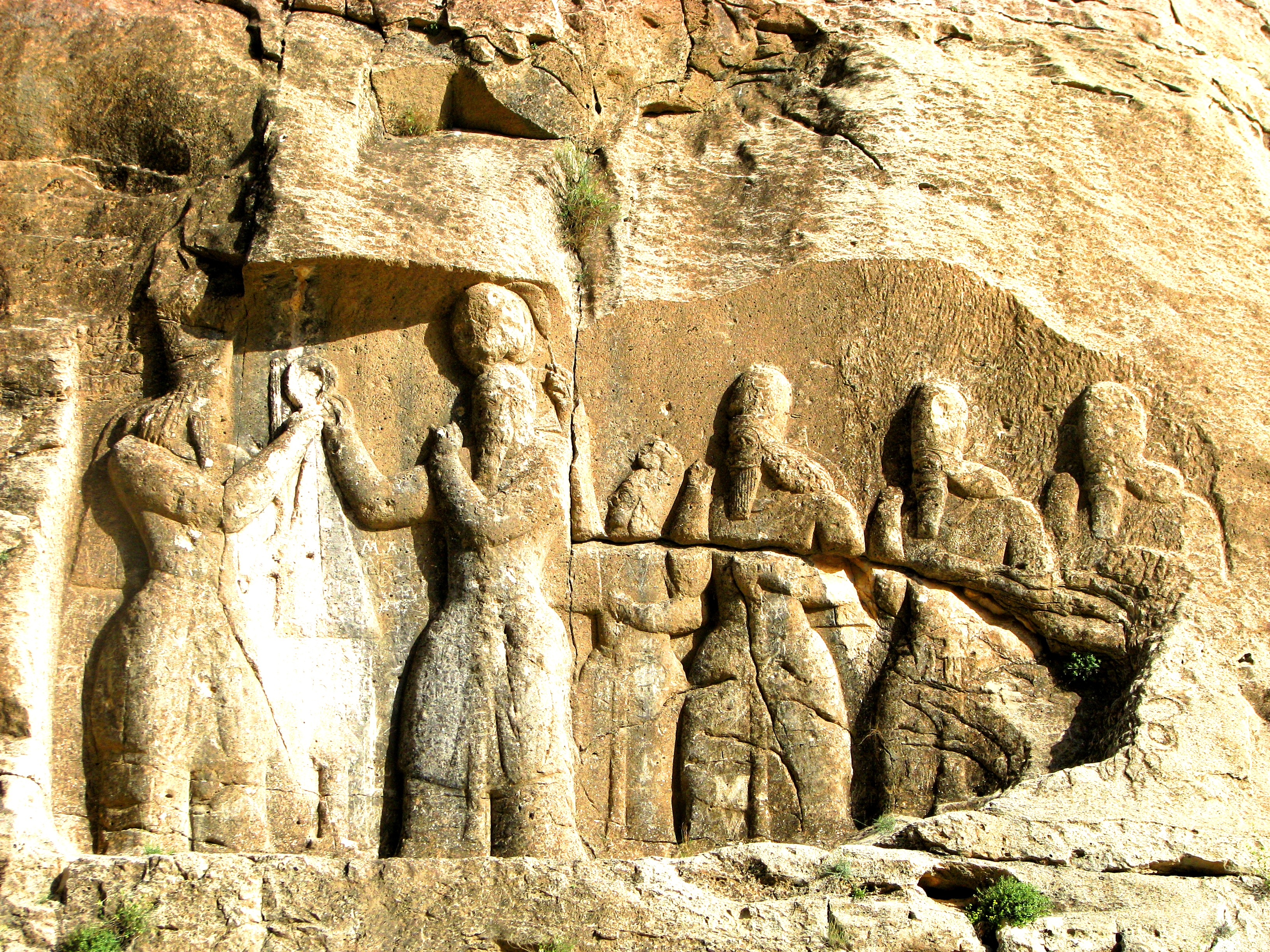
Artaxer I recebendo o anel diademado de Aúra-Masda

O secretário-chefe do falecido rei arsácida, Dade-bemdade, foi posteriormente executado por Artaxer. A partir de então, Artaxer assumiu o título de xainxá (rei dos reis) e iniciou a conquista de uma área que seria chamada de Iranxar (Eranxar). Celebrou sua vitória mandando esculpir dois relevos rochosos na cidade real sassânida de Ardaxir-Cuarrá (atual Firuzabade) em sua terra natal, Pérsis. O primeiro relevo retrata três cenas de lutas pessoais; começando pela esquerda, um aristocrata persa capturando um soldado parta; Sapor empalando o ministro parta Dade-bendade com sua lança; e Artaxer expulsando Artabano IV. O segundo relevo, possivelmente destinado a retratar o rescaldo da batalha, mostra o triunfante Artaxer recebendo o anel diademado de realeza sobre um santuário de fogo do deus supremo zoroastrista Aúra-Masda, enquanto Sapor e dois outros príncipes observam por trás.
Vologases VI foi expulso da Mesopotâmia pelas forças de Artaxer I logo após 228. As principais famílias nobres partas (conhecidas como as sete grandes casas do Irã) continuaram a deter o poder no Irã, agora com os sassânidas como seus novos senhores. O antigo exército sassânida (spah) era idêntico ao parta. A maioria de sua cavalaria era composta pelos mesmos nobres partas que já serviram aos arsácidas. Isto demonstra que os sassânidas construíram o seu império graças ao apoio de outras casas partas, e por isso foram chamados de "o império dos persas e partos". No entanto, as memórias do Império Arsácida nunca desapareceram completamente, com os esforços de tentativa de restauração do império no final do século VI feitos pelos dinastas partas Barã Chobim e Bestã, que acabaram por não ter sucesso.